# Reese Hoffa
Michael Reese (Reese) Hoffa (Evans, 8 oktober 1977) is een Amerikaanse kogelstoter. Hij werd tweemaal wereldkampioen (eenmaal outdoor en eenmaal indoor) en meervoudig Amerikaans kampioen in deze discipline. Ook nam hij driemaal deel aan de Olympische Spelen en won hierbij in totaal één bronzen medaille. Hij maakt gebruik van de draaistoottechniek.

## Biografie

### Geadopteerd
Reese Hoffa werd geboren als Maurice Antawn Chism. Zijn moeder, Diana Chism, was een alleenstaande teenager, die moeite had met de opvoeding van haar twee kinderen, want naast Maurice was er ook nog diens twee jaar oudere broer Lamont. Het ging fout toen de twee op vier- respectievelijk zesjarige leeftijd met een aansteker speelden en er brand ontstond, waardoor het huis afbrandde. Hun moeder, die zich geen raad wist met het tweetal, leverde ze weken na de brand af bij een weeshuis in Louisville en vertrok.
Gedurende achttien maanden verbleef het tweetal in het weeshuis, waarna ze op proef werden geplaatst bij het boerengezin van Stephen en Cathy Hoffa, dat reeds uit vier kinderen bestond. Uiteindelijk werd alleen Maurice door dit gezin geadopteerd; zijn broer Lamont vertoonde te ernstige gedragsproblemen. Hierna veranderde Maurice zijn naam op verzoek van zijn adoptiemoeder in Michael Reese Hoffa, Michael naar zijn tv-held uit Knight Rider en Reese, omdat hij altijd al zo werd genoemd, als afkorting van Maurice.
Rees Hoffa heeft zichzelf als opgroeiende jongen altijd de schuld gegeven van het feit, dat zijn moeder hem had verlaten. Pas na negentien jaar werd hem duidelijk dat het zijn schuld niet was geweest, maar dat een opeenstapeling van gebeurtenissen zijn moeder ertoe had gebracht om haar kinderen in het weeshuis achter te laten.

### School- en studententijd
Hoffa zat op de Lakeside Evans High School in Augusta en blonk uit in rugby, worstelen, honkbal en atletiek. In 1997 werd hij vijfde bij de Amerikaanse scholenkampioenschappen. Na de highschool ging hij vervolgens studeren aan de universiteit van Georgia in Athens, waar hij zich begon te specialiseren in het kogelstoten. In 1998 werd hij elfde bij de universiteitskampioenschappen (NCAA). Hij beëindigde zijn studie in 2001.

### Olympisch debuut
In 2004 won Hoffa met een beste stoot van 21,07 m een zilveren medaille op de wereldindoorkampioenschappen achter zijn landgenoot Christian Cantwell, die hem met 21,49 bijna een halve meter de baas bleef. Het was zijn eerste succes op internationaal niveau. In datzelfde jaar maakte hij op 26-jarige leeftijd zijn olympisch debuut bij de Olympische Spelen van Athene. Daar stelde hij echter teleur en kwam hij met een beste poging van 19,40 niet voorbij de kwalificatieronde. In 2005 won hij een zilveren medaille bij de Amerikaanse indoorkampioenschappen.

### Tweemaal wereldkampioen
Zijn grootste doorbraak beleefde Hoffa in 2006. In dat jaar werd hij Amerikaans indoorkampioen en won hij tevens goud bij de WK indoor in Moskou. De Amerikaan was in Moskou de enige die met zijn 22,11 de 22-metergrens overschreed en was veel te sterk voor de voltallige concurrentie die, onder aanvoering van de Wit-Rus Andrej Michnevitsj (tweede met 21,37), ver achterbleef. Een jaar later werd hij ook outdoor wereldkampioen door het kogelstoten op de wereldkampioenschappen van 2007 te winnen in Osaka. Weer was Hoffa de enige die met 22,04 voorbij de 22 meter stootte en was het dit keer zijn landgenoot Adam Nelson die met 21,61 nog het dichtst in de buurt bleef, terwijl de Nederlander Rutger Smith hier met 21,13 net naast de medailles greep. In dat jaar verbeterde hij ook zijn persoonlijke records (in- en outdoor).
Nadat hij eerder dat jaar nog Amerikaans kampioen was geworden met 22,10, wist Reese Hoffa op de Olympische Spelen van 2008 in Peking die vorm niet vast te houden. Met een beste stoot van 20,41 kwalificeerde hij zich voor de finale, waar hij met 20,53 op een teleurstellende zevende plaats eindigde. Olympisch kampioen werd de Pool Tomasz Majewski met 21,51.
In 2009 moest hij opnieuw genoegen nemen met een bescheiden klassering: op de WK in Berlijn werd Hoffa met 21,28 vierde. Landgenoot Christian Cantwell stapte hier in de rol die eerder Hoffa had vervuld, door als enige van het deelnemersveld met 22,03 voorbij de 22 meter te stoten.
Bij de Amerikaanse kampioenschappen veroverde hij een bronzen medaille. Een jaar later won hij bij de Amerikaanse kampioenschappen zilver, om het jaar erop bij diezelfde kampioenschappen weer terug te zakken naar brons.

### Focus op Diamond League
In 2010 liet Hoffa nauwelijks iets van zich horen. Alleen in de wedstrijden van de Diamond League-serie was hij present; hij won er twee. Bij de laatste, de Memorial Van Damme in Brussel, liet de Amerikaan zien nog niets van zijn kracht te hebben verloren, want met 22,10 trok hij in deze wedstrijd de winst naar zich toe.
Ook in 2011 concentreerde Hoffa zich op deze wedstrijdenserie. Van de acht waar kogelstoten op het programma stond, won hij er drie. De Canadees Dylan Armstrong zegevierde echter viermaal en ook al was de laatste van de serie, de Memorial Van Damme, opnieuw voor Hoffa en leverde hij er met zijn 22,09 de beste prestatie van het hele jaar, de eindoverwinning ging desondanks naar Armstrong. Enkele weken eerder was hij bij de WK in Daegu met 20,99 nog buiten de prijzen gevallen, al schoof hij, na de latere diskwalificatie van de Wit-Rus Andrej Michnevitsj in 2013 vanwege een dopingovertreding, nog op van de vijfde naar de vierde plaats.

### Diamant en olympisch brons
Ook op de WK indoor in 2012 eindigde Hoffa met 21,55 als vierde net buiten de prijzen en opnieuw was het een andere Amerikaan, Ryan Whiting ditmaal, die de honneurs voor zijn land waarnam en met 22,00 meter het goud naar zich toehaalde. Hoffa had echter, naast de later in dat jaar plaatsvindende Olympische Spelen, zijn aandacht ook gericht op de Diamond League-serie. Na zijn individuele overwinningen in voorgaande jaren wilde hij nu ook weleens een serieuze gooi doen naar de eindzege: de vier-karaats diamant ter waarde van ongeveer $80.000. In die slaagde hij; van de zeven wedstrijden waarin kogelstoten voorkwam, won hij er vijf. Dat leverde niet alleen veel prijzengeld op ($8000 per overwinning), maar ook als eindprijs de fraaie diamant. Alles bij elkaar had hij met die vijf overwinningen dus $120.000 bij elkaar gestoten.
Op de Spelen in Londen kwam Reese Hoffa in de finale tot 21,23, nadat hij in de kwalificatie reeds 21,36 had gestoten. Qua prestatie een enigszins tegenvallend resultaat, maar het leverde hem niettemin een bronzen medaille op, want niemand slaagde er in de Britse hoofdstad in om voorbij de 22 meter te komen. De finale werd met 21,89 gewonnen door Tomasz Majewski, gevolgd door de jonge Duitser David Storl, die met 21,86 het zilver pakte.

### Voor derde maal vierde
Het jaar 2013 was een relatief mager jaar voor Hoffa. Ryan Whiting werd Amerikaans kampioen en trok ook de eindoverwinning in de Diamond League naar zich toe. Hoffa daarentegen slaagde er slechts eenmaal in om in deze serie een overwinning uit het vuur te slepen en op de WK in Moskou belandde hij opnieuw naast het podium. Voor de derde achtereenvolgende maal werd hij vierde op een WK. Deze keer was het David Storl die met het goud en de titel aan de haal ging.

### Privé
Hoffa is getrouwd met Renata Hoffa, een wiskunde docente aan de Oconee County High School en woont de Amerikaanse stad Athens.

## Trivia
- Hoffa staat ook bekend om zijn Speedcubing, waarbij de bedoeling is om een Rubiks kubus binnen dertig seconden op te lossen.

## Titels
- Wereldkampioen kogelstoten - 2007
- Wereldindoorkampioen kogelstoten - 2006
- Pan-Amerikaanse Spelen kampioen kogelstoten - 2003
- Amerikaans kampioen kogelstoten - 2007, 2008, 2012
- Amerikaans indoorkampioen kogelstoten - 2006, 2012

## Persoonlijke records
Outdoor
| Onderdeel      | Prestatie | Datum           | Plaats |
| -------------- | --------- | --------------- | ------ |
| kogelstoten    | 22,43 m   | 3 augustus 2007 | Londen |
| discuswerpen   | 49,92 m   | 2001            |        |
| kogelslingeren | 60,05 m   | 4 mei 2002      | Athene |

Indoor
| Onderdeel   | Prestatie | Datum         | Plaats |
| ----------- | --------- | ------------- | ------ |
| kogelstoten | 22,11 m   | 10 maart 2006 | Moskou |

## Palmares

### kogelstoten
Kampioenschappen
- 2001: 9e Universiade - 18,67 m
- 2003:  Pan-Amerikaanse Spelen - 20,95 m
- 2004:  WK indoor - 21,07 m
- 2004: 9e in kwal. OS - 19,40 m
- 2004: 4e Wereldatletiekfinale - 20,51 m
- 2005:  Wereldatletiekfinale - 20,87 m
- 2006:  Amerikaanse indoorkamp. - 21,61 m
- 2006:  WK indoor - 22,11 m
- 2006:  Wereldbeker - 20,60 m
- 2006:  Wereldatletiekfinale - 21,05 m
- 2007:  Amerikaanse kamp. - 21,47 m
- 2007:  WK - 22,04 m
- 2007:  Wereldatletiekfinale - 20,98 m
- 2008:  WK indoor - 21,20 m
- 2008:  Amerikaanse kamp. - 22,10 m
- 2008: 6e OS - 20,53 m (na DQ Michnevitsj)
- 2009:  FBK Games - 21,59 m
- 2009: 4e WK - 21,28 m
- 2009: 4e Wereldatletiekfinale - 20,66 m
- 2011: 4e WK - 20,99 m (na DQ Michnevitsj)
- 2012:  Amerikaanse indoorkamp. - 21,75 m
- 2012: 4e WK indoor - 21,55 m
- 2012:  OS - 21,23 m (in kwal. 21,36 m)
- 2013: 4e WK - 21,12 m
- 2015: 5e WK - 21,00 m

Golden League-podiumplaatsen
- 2004:  Memorial Van Damme - 21,07 m
- 2005:  ISTAF - 21,06 m
- 2006:  ISTAF - 21,14 m

Diamond League-overwinningen
- 2010: London Grand Prix - 21,44 m
- 2010: Memorial Van Damme - 22,16 m
- 2011: Prefontaine Classic - 21,65 m
- 2011: Herculis - 21,25 m
- 2011: Memorial Van Damme - 22,09 m
- 2012:  Eindzege Diamond League
- 2012: Shanghai Golden Grand Prix - 20,98 m
- 2012: Prefontaine Classic – 21,81 m
- 2012: London Grand Prix – 21,34 m
- 2012: DN Galan – 21,24 m
- 2012: Weltklasse Zürich – 21,64 m
- 2013: Sainsbury’s Grand Prix – 21,31 m
- 2014: Prefontaine Classic – 21,64 m
- 2014: Glasgow Grand Prix – 21,67 m

1983 Edward Sarul ·
1987 Werner Günthör ·
1991 Werner Günthör ·
1993 Werner Günthör ·
1995 John Godina ·
1997 John Godina ·
1999 Cottrell J. Hunter ·
2001 John Godina ·
2003 Andrej Michnevitsj ·
2005 Adam Nelson ·
2007 Reese Hoffa ·
2009 Christian Cantwell ·
2011 David Storl ·
2013 David Storl · 
2015 Joe Kovacs · 
2017 Tomas Walsh · 
2019 Joe Kovacs · 
2022 Ryan Crouser · 
2023 Ryan Crouser